# Samuel H. Wang High School for Girls
Le Samuel H. Wang High School for Girls (YUHSG), populairement connu sous le nom de « Central », est une école située à Holliswood, dans le quartier de Queens de New York

## Programmes
Affiliée à l'Université Yeshiva, l'école offre des programmes de préparation aux études collégiales et des programmes d'études juives menant à un diplôme universitaire approuvé par le New York State Board of Regents et la Commission for Higher Education in the Middle States,,.

## Activités
Les filles du secondaire participent à une variété d'activités parascolaires, y compris l'apprentissage de la Torah, l'art, le basketball, le débat, le théâtre, le soccer, le hockey, la musique, le softball, le tennis, les voyages, le volley-ball et le service communautaire. 